# Kárpáti Béla (sportvezető)
Kárpáti Béla, Skimina (Temesvár, 1861. november 19. – Budapest, 1920. augusztus 22.) felső kereskedelmi iskolai tanár, sportvezető, az MLSZ elnöke.

## Tanári pályafutása
A középiskolát és a polgár-iskolai tanítóképzőt Budapesten látogatta. Tornatanári képesítést nyert a középiskolákra. 1880-tól tanár volt a fővárosban és a IX. kerületi felső kereskedelmi iskolában a könyvviteltant, levelezést és szépírást tanította. A női kereskedelmi tanfolyamban is tanított. Skimina családi nevét 1888-ban változtatta Kárpátira.
Tanügyi cikkeket írt a Paedagógiai Szemlébe, a Néptanítók Lapjába, a Herkulesbe, a Magyar Paedagogiába s a Népnevelők Lapjába.

## Az MLSZ elnökeként
A szövetség történetében az egyik leghosszabb ideig (1907-1915) töltött be az elnöki, társelnöki tisztet. (1907-1909) között elnöki tevékenysége kiemelkedően eredményes volt. A szövetség 1907-ben dolgozta ki a Magyar Kupa tervezetét. A magyar labdarúgás 10 éves évfordulóját a szövetség is igyekezett emlékezetessé tenni, 1907. június 28-án, rendkívüli közgyűlést tartott, amelyen méltatta a sportág úttörőinek és alapítóinak – Iszer Károly, Ray Béla, Stobbe Ferenc – érdemeit. A jubiláris közgyűlés gróf Apponyi Albert kultuszminisztert, a szövetség tiszteletbeli tagjává választotta, akinek jelentős része volt abban, hogy sikerült a FIFA-val való viszonyunkat is rendezni. Muzsa Gyula országgyűlési képviselőre, az MLSZ nemzetközi ügyeinek intézőjére hárult e fontos munka adminisztratív ellátása. 
A FIFA az Amszterdamban rendezett kongresszusán mindörökre elismerte az MLSZ-t, mint önálló szövetséget. A szövetség munkája során a belső és külső sikerek éreztették hatásukat. A Magyar Labdarúgó-szövetségbe hét új egyesület lépett be, s ezzel tagjainak száma 42-re szaporodott. 1909-ben a FIFA Budapesten tartotta soros kongresszusát. A szövetség 1910-ben tiszteletbeli tagjává választott Kárpáti Bélát, aki az FTC képviseletében részese volt az alapítás munkájának is, dr. Bárczy Istvánt, Budapest székesfőváros polgármesterét, Muzsa Gyulát és Brüll Alfrédet, az MTK kitűnő elnökét. Az MLSZ három ízben írt ki vándordíj-mérkőzéseket. Svédországban, Stockholmban rendezték az V., az 1912. évi nyári olimpiai játékok labdarúgó tornáját, ahol egyben a FIFA soros kongresszusát tartotta. A kongresszuson az MLSZ-t Kárpáti Béla és Steiner Hugó főtitkár képviselte. Módosították az alapszabályt, rögzítették a bizottságok hatáskörét, a viták rendezésnek elősegítésére ügyészt alkalmaztak, fizetett alkalmazott segítette az adminisztrációt. A belső és külső kapcsolatok kiszélesedtek, megerősödtek.

## Munkái
- Az álló írás, dr. Fodor József előszavával és dr. Schubert Pál e munka részére írt: Az írás és a szem cz. tanulmányával. A szöveg közé nyomott számos ábrával, kézírásokkal, betűmintákkal és fénynyomatú képekkel. Melléklet: régi írásemlékek. Bpest, 1892. (Böngérfi Jánossal együtt.) Ism. M. Tanítóképző 1893.
- A német írás-olvasás reformja. Uo. 1893.
- Az ifjúsági játékokról. Uo. 1895. (Különny. a IX. ker. pog. és keresk. középiskola jelentéséből.)